# Mona Maris
Mona Maris est une actrice argentine, née le 7 novembre 1903 à Buenos Aires, où elle est morte le 23 mars 1991.

## Filmographie partielle
- 1925 : The Apache d'Adelqui Migliar
- 1930 : Le Prix d'un baiser (One Mad Kiss) de Marcel Silver et James Tinling
- 1930 : A Devil with Women d'Irving Cummings
- 1930 : Le Tigre de l'Arizona (The Arizona Kid) d'Alfred Santell : Lorita
- 1931 : Le Corsaire de l'Atlantique (Seas Beneath), de John Ford : Lolita
- 1932 : Le Plombier amoureux (The Passionate Plumber), d'Edward Sedgwick : Nina Estrados
- 1933 : The Death Kiss d'Edwin L. Marin
- 1933 : Secrets, de Frank Borzage : Lolita Martinez
- 1934 : Kiss and Make-Up, de Harlan Thompson et Jean Negulesco : Comtesse Rita
- 1934 : Cuesta Abajo, de Louis J. Gasnier : Raquel
- 1941 : Underground , de Vincent Sherman : Mlle Gessner
- 1942 : Mon amie Sally (My Gal Sal), d'Irving Cummings : Comtesse Mariana Rossini
- 1942 : Ma femme est un ange (I Married an Angel), de W. S. Van Dyke : Marika
- 1942 : Pacific Rendezvous de George Sidney
- 1944 : Tampico, de Lothar Mendes : Dolores Garcia
- 1946 : Le Joyeux Barbier (Monsieur Beaucaire), de George Marshall : Marquise Velasquez
- 1946 : Un cœur à prendre (Heartbeat), de Sam Wood : La femme de l'ambassadeur
- 1950 : Le Mousquetaire de la Vengeance (The Avengers) de John H. Auer : Yvonne
- 1984 : Camila de María Luisa Bemberg : La Perichona